# Eric F. Wieschaus
Eric Francis Wieschaus (South Bend, Indiana, 1947. június 8. –) amerikai genetikus, embriológus. 1995-ben Christiane Nüsslein-Volharddal és Edward B. Lewis-szal megosztva elnyerte a orvostudományi Nobel-díjat "a korai embrionális fejlődés genetikai szabályozását illető felfedezéseiért".

## Tanulmányai
Eric F. Wieschaus 1947. június 8-án született az indianai South Bendben, a második világháború utáni "baby boom" egyik képviselőjeként, ötgyermekes családban. 1953-ban a család az alabamai Birminghambe költözött; Eric korai tanulmányait a helyi katolikus elemi és középiskolában végezte. A középiskolában zongorázott és festett és művészi pályára készült, de az egyik nyáron részt vett a Nemzeti Tudományos Alap egy programjában és egy élettani laborban állatokat boncolt és kísérleteket végzett és úgy döntött, hogy biológus lesz. Beiratkozott a South Bend melletti katolikus Notre Dame Egyetemre; itt dolgozott először ecetmuslicákkal (Drosophila melanogaster) és kezdte el embriológiai kutatásait. 1969-ben utolsóévesként részt vett a vietnámi háború elleni tiltakozó megmozdulásokon. Miután megkapta BSc diplomáját, tanulmányait a Yale Egyetemen folytatta, ahol Donald Poulson mellett muslicaembriológiával foglalkozott. Másodévesként Walter Gehring laboratóriumához csatlakozott, hogy megtanulja az embriók in vivo tenyésztését, és őt kísérve került ki Európába, a Bázeli Egyetemre 1972-ben. Itt ismerkedett meg a német Christiane Nüsslein-Volharddal, akivel a későbbiekben évekig dolgozott együtt. Visszatért Amerikába és 1974-ben doktori fokozatot szerzett, majd posztdoktori ösztöndíjjal ismét Svájcban, ezúttal Zürichben kezdte kutatói pályáját.      

## Munkássága
Wieschaus Zürichben a muslicasejtek kultúrában való tenyésztésével és genetikai mozaik embriók létrehozásával foglalkozott. 1978-ban az újonnan alapított Európai Molekuláris Biológiai Laboratórium Nobel-díjas igazgatója, John Kendrew meghívta Wieschaust és Nüsslein-Volhardot heidelbergi intézményébe. A két kutató közös munkában kezdett el keresni olyan mutációkat amelyek befolyásolják a Drosophila-embriók fejlődését. Ultraibolya fénnyel és mutagén vegyszerekkel kezelve a muslicákat 27 ezer sejtvonalat vizsgáltak végig és végül 139 olyan gént azonosítottak, amelyek egyértelműen szabályozták a korai fejlődést. Első cikkükben a Nature folyóiratban a 15 legfontosabbat írták le; ezek ma már klasszikusnak számítanak és mindegyikről tucatszámra jelentek meg tudományos közlemények.
Három évnyi munka után Wieschaus 1981-ben visszatért az Egyesült Államokba, ahol a Princetoni Egyetemen kapott genetikai és fejlődésbiológiai előadói állást. 1987-ben professzorrá nevezték ki. Amerikában svájci feleségével közösen hasonló mutációkereső vizsgálatokat hajtott végre, ezúttal a lárvákat befolyásoló anyai hatásokat szabályozó géneket után kutatva. Tanulmányozta a lárvák szegmentációját befolyásoló géneket és mutációikat. 

## Elismerései
Eric F. Wieschaus az embriók fejlődését szabályozó gének felfedezéséért 1995-ben Christiane Nüsslein-Volharddal és az amerikai Edward B. Lewis-szal megosztva megkapta az orvostudományi Nobel-díjat

## Családja
Eric Wieschaus zürichi tartózkodása idején ismerkedett meg Gertrude Schüpbach biológussal, akivel végül 1983-ban, Amerikába való visszatérésük után házasodott össze. Három lányuk született, Ingrid, Eleanor és Laura Wieschaus.